# Orange Alternative

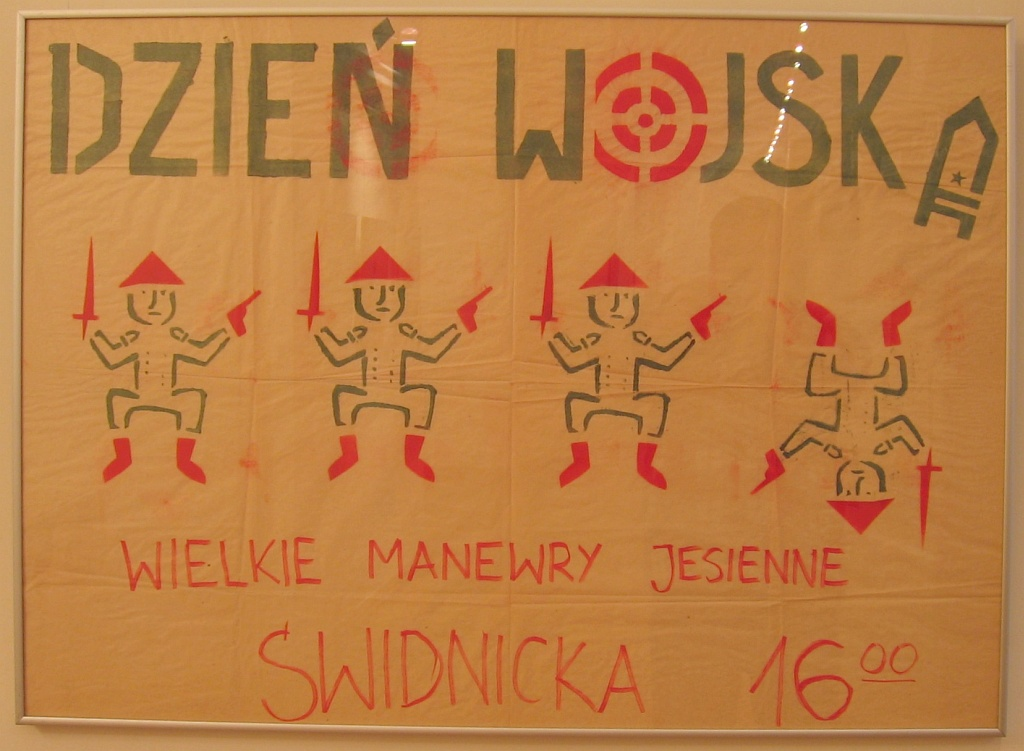
Poster mit Zwergen

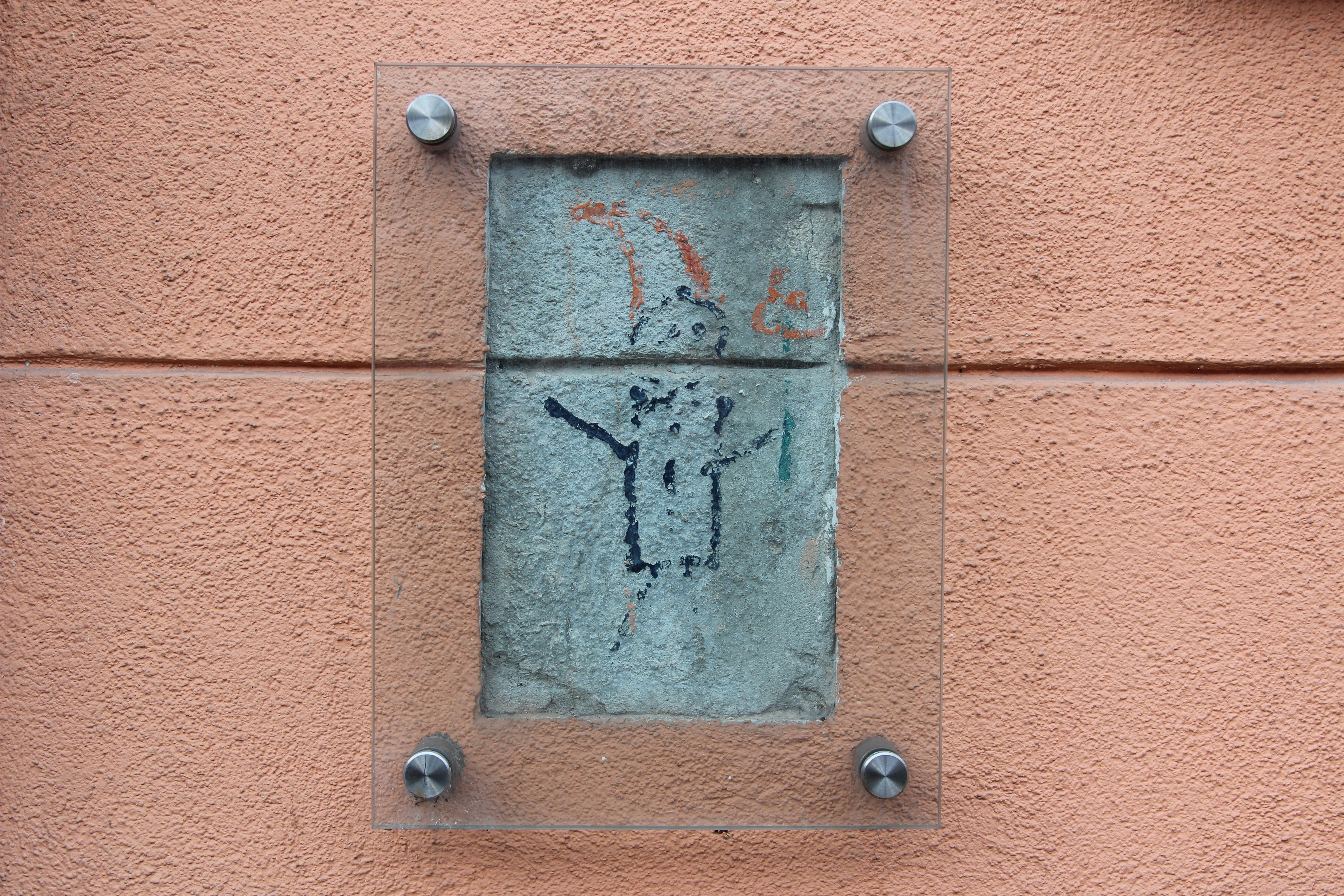
Ein bewahrtes Zwergengraffito (2014)

Die Orange Alternative (polnisch Pomarańczowa Alternatywa oder Narancs Alternativa) war eine politisch-künstlerische Bewegung in Polen.

## Geschichte und Philosophie
Die Geburtsstunde der Orangen Alternative war während der studentischen Bewegungen Anfang der achtziger Jahre in Breslau. Als Gründer gilt Waldemar Fydrych, der Geschichte und Kunstgeschichte an der Universität Breslau studierte.
Die Orange Alternative erreichte jedoch nicht nur durch ihre Veranstaltungen Bekanntheitsgrad. Während der zweiten Hälfte der achtziger Jahre erlangten Zwergengraffiti Ruhm und Berühmtheit und wurden zum Sinnbild der Bewegung. Die Graffiti wurden über Farbflecken gemalt, die das Regime über Freiheits- und Antiregierungsparolen der Solidarność-Bewegung pinselte. Sie waren etwas Besonderes, das auf seine Weise von der grauen Wirklichkeit während der Zeit des Kriegszustands abzulenken wusste. Gemalt an die Wände einiger Dutzend Städte in Polen, überstieg die Anzahl der Zwerge die Tausend. Gelegentlich wird in diesem Zusammenhang von der größten Malereiausstellung in Polen gesprochen, berücksichtigt man die Tatsache, dass sie von einigen Millionen Menschen gesehen wurde.
Die Aktivitäten der Orangen Alternative vereinten in sich stets ein gesellschaftlich-politisches Maß mit künstlerischen Aspekten. Letztlich war und ist es ihr Ziel, durch ästhetische Veranstaltungen im individuellen Stil Freiheiten zu erlangen und gleichzeitig die gesellschaftliche, kulturelle und politische Normalität umzukrempeln. Diese Ziele sind weiterhin trotz vieler historischer Veränderungen aktuell und wichtig, die infolge der Beratungen am Runden Tisch und dem Fall der Berliner Mauer eintraten.
Kraft und Originalität wurde der Orangen Alternative in ihrer Anfangszeit vor allem dadurch beschert, dass die bürgerliche Gesellschaft in Polen seinerzeit unter einer tiefen Narkoseglocke stand. Die Orange Alternative konnte sich Problemen der „res politica“ in ironischer und distanzierter Weise widmen.
Kunstkenner stellen in ihren Aktivitäten einen Einfluss von Surrealismus oder auch des Dadaismus fest. Tatsächlich wurde die Bewegung auch von der holländischen Provo-Bewegung und der Kabouterbewegung inspiriert.
Es ist das etwas „Witzige“ der Orangen Alternative, kombiniert mit oppositioneller Logik gegen die negative Wirklichkeit, in der junge Leute in Polen und im Ausland eine Möglichkeit im Kampf gegen den grauen Stillstand im Alltag sahen und sehen.

## Aktionen und Happenings in den 1980er Jahren
- Vernebelung des Rynek – Breslau, 1985.
- „Röhren“ – Breslau, 1. April 1986.
- „Millipede“-Happening – Breslau, 1. April 1987.
- Zauberauktion (erste Mützenverteilung) – Breslau, 1. Juni 1987.
- Fort mit der Hitze – Breslau, 1. Juli 1987.
- Tag des Friedens – Breslau, 1. September 1987.
- Flugzettelaktion „Polen sind keine Affen und haben ihren Stil“ – Breslau, 1. Oktober 1987.
- Militärische Manöver „Melone in Mayonnaise“ (Tag der Armee) – Breslau, 7. Oktober 1987.
- „Verteilung von Toilettenpapier – Teil 2“ – Breslau, 15. Oktober 1987.
- Vorabend der Oktoberrevolution – Breslau, 6. November 1987.
- Nikoloaktion – Breslau, 8. Dezember 1987.
- Karneval – Breslau, 16. und 24. Februar 1988.
- Tag des Geheimdienstmitarbeiters: „Überwache Dich selbst!“ – Breslau, 1. März 1988.
- Internationaler Frauentag: „Nein zu Pershings! Ja zu Binden!“ – Breslau, 8. März 1988.
- Revolution der Zwerge – Breslau, 1. Juni 1988.
- Kindertag: „Weg mit Rotkäppchen“ – Lodz, 1. Juni 1988.
- Wahlpicknick – Breslau, 19. Juni 1988.
- „Ewig lebe die Bruderhilfe“ – Schneekoppe (Sudeten), 19. August 1988.
- „Nicht ohne den Dezember“ – Breslau, 7. Oktober 1988.
- Häuschen auf der swidnicka – Breslau, 21. Oktober 1988.
- Jahrestag der großen Revolution – Warschau und Lodz, 6. und 7. November 1988.
- „Das Große Fressen“ – Warschau, 29. November 1988.
- Jahrestag des Kriegszustand: „Hilf der Miliz – Schlag Dich selbst“ – 13. Dezember 1988.
- Die unsichtbare Armee oder Konspiration über Alles – Warschau, 20. Januar 1989.
- „Karneval“ – Warschau, Februar 1989.
- „Alles klar“ – Lodz, 15. Februar 1989.
- „Der Pollock kann’s“ – Warschau, 24. Februar 1989.
- „Schaumschlagen“ – Lodz, 24. Februar 1989.
- „Kampf der Knöpfe und Ösen“ – Lublin, März 1989.
- „Der Fortschritt kommt“ – Lublin, 16. März 1989.
- „Auf den Spuren weggeworfener Parteiausweise“ – Lodz, 21. März 1989.
- Frühlingsfest – Warschau, 22. März 1989.
- „Armut dreschen“ – Lodz, 21. April 1989.
- „Wir knüpfen das Band der Verständigung“ – Lublin, 1. Mai 1989.
- „Friedensfahrt – Rüstungsfahrt“ – Lodz, 10. Mai 1989.
- Wahlkampfmeeting mit Gargamel – Lublin, 1. Juni 1989.
- „Frühstück auf dem Gehweg“ – Lublin, 3. Juni 1989.
- Wahlkampagne „Oranger Major oder Roter General“ – Warschau, Anfang Juni 1989.
- „Hyde Park“ – Lodz, 5. Juni 1989.
- Der Runde Tisch – Frühling 1989.
- „15 Uhr nachmittags“ – Warschau, 7. Oktober 1989.
- Enthüllung des Bierut-Denkmals – Lublin, 26. Januar 1990.
- „Die Regierung hobelt die Dummen“ – Lodz, 20. März 1990.
- „Krönung der Denkmäler“ – Warschau, 2. Mai 1990.

## Neuere Ausstellungen und Aktionen
- 2001: „Macht auskosten“

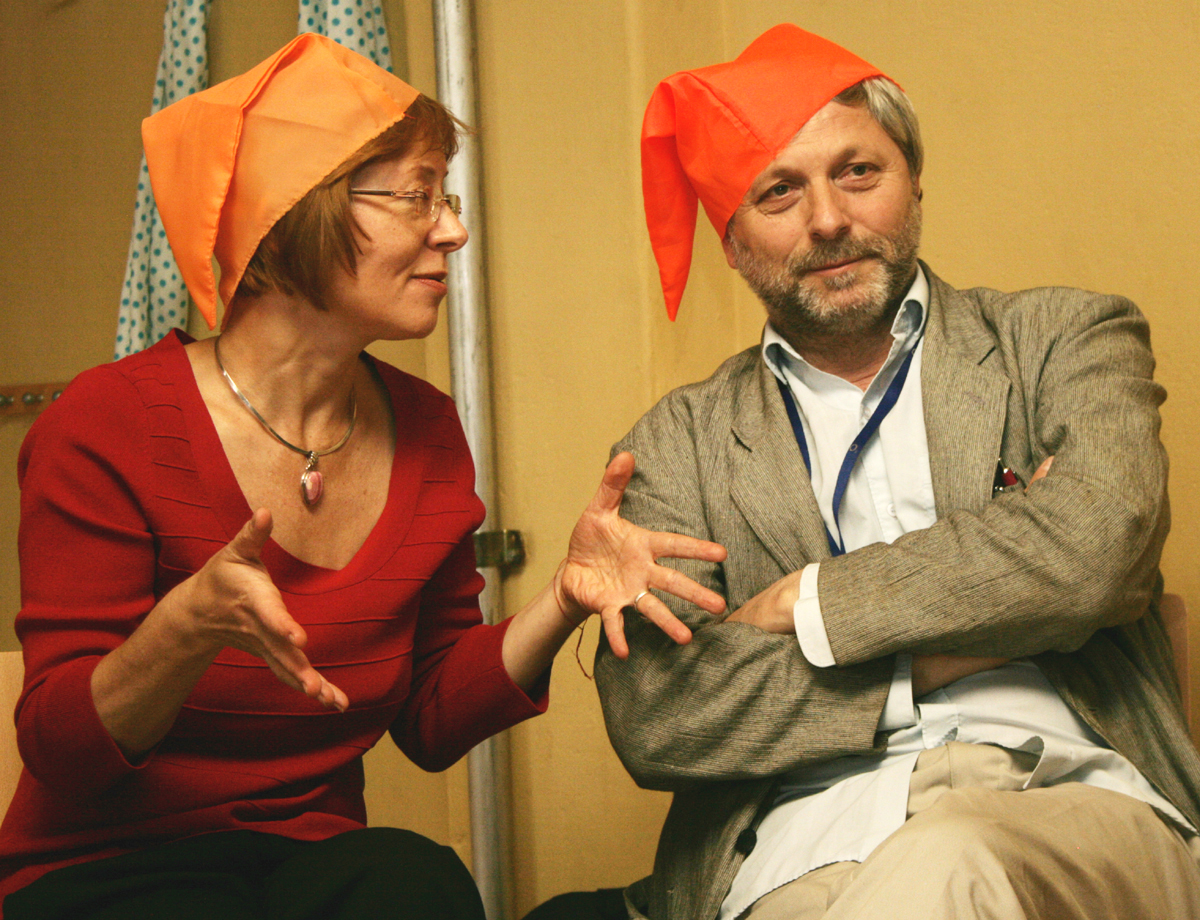
Agnieszka Couderq-Kubas und Major Waldemar Fydrich, 18. Juni 2010, Bunte Republik Neustadt, Foto: Martin Mair

- 2001: „In den Untergrund“ – Gorzów Wielkopolski
- 2001: „Żywoty Mężów Pomarańczowych“ (Lebensgeschichten mutiger Orangemitgliedern), Major Waldemar Fydrych, Verlag „Pomarańczowa Alternatywa“ („Orange Alternative“ Verlag)
- 2002: Major Waldemar Fydrych kandidiert für das Amt des Warschauer Bürgermeisters
- 2003 bis 2004: Veranstaltungen unter dem Motto „Stereotype“ in Frankreich: Arras, Paris, Lille, Metz und Nancy
- 2004: Orange Alternative nimmt aktiv an Orangen Revolution in der Ukraine mit Veranstaltungen in Lwiw (Lemberg), Ternopil (Tarnopol), Winnyzja und Kiew teil.
- 2005: Ausstellung zum Orange Thema im Europäischen Parlament in Brüssel
- 2005: Ausstellung zum Thema Orange Alternative in der Ukraine, unter anderem an der „Akademie Kijowsko-Mohylańska“ in Kiew
- 2006: Kandidatur der „Deppen und Zwerge“ in Warschau.
- 2007: Happening-Serie „Bildungsheinis“ vom 14. September bis 21. Oktober in Warschau als Kontrapunkt zu den vorgezogenen Parlamentswahlen.
- 2007: Tag des Geheimdienstmitarbeiter: „Willst Du einen billigen Staat – höre Dich selbst ab“ – 18. September, Warschau.
- 2009: Wanderausstellung „Zwergenaufstand – Berlin-Dresden-Warschau – Gemeinsame Sache“ aus Anlass 20 Jahre freie Wahlen in Polen u. a. im Frühjahr in Wien im Polnischen Institut[2] mit Workshops und Happening „Abendland in Zwergenhand“ sowie im Herbst in Berlin mit Happening „Erstes strassendemokratisches Cabaret“.
- 2010: Eröffnung einer Botschaft in Bunte Republik Neustadt (Dresden) aus Anlass der 20-Jahres-Feierlichkeiten.

Zum Thema Orange Revolution entstanden vier Filme, zuletzt über die Orange Alternative in der Orange Revolution.